# Kano (Mortal Kombat)
Kano é um personagem da série de  jogos de luta Mortal Kombat. Um dos sete personagens jogáveis do primeiro título da série, ele é um mercenário ciborgue que faz parte de um cartel internacional conhecido por Dragão Negro, e tem uma rivalidade com os militares Sonya Blade e Jax Briggs. Kano é uma fusão de personalidades, entre elas, as de seguidor covarde, sobrevivente solitário, uma pessoa completamente louca e um comandante inteligente.

## Criação
Kano foi o último personagem a ser concebido para Mortal Kombat, com o propósito de ter um inimigo para a primeira combatente feminina, Sonya Blade. Para interpretá-lo, o artista John Tobias chamou seu amigo e especialista em artes marciais Richard Divizio. Como a equipe gostava de assistir filmes na televisão enquanto trabalhavam, ver o Exterminador de The Terminator sofrer danos no rosto que expunham seu olho e endoesqueleto robótico inspiraram a acrescentar isso a Kano, substituindo os conceitos originais de um capacete com dois olhos vermelhos, e depois de botar um tapa-olho. A placa metálica foi criada se cortando uma máscara plástica e pintando com tinta prateada, que então foi colada ao rosto de Divizio com cola de peruca, e o olho vermelho acrescido digitalmente. O traje original era uma simples túnica cinza, que em Mortal Kombat 3 foi trocada por um traje vermelho e preto, levando Divizio a agradecer não estar com "roupas de caratê". Sua Finalização em que Kano arrancava o coração do oponente foi sugestão de Divizio, inspirado no filme Indiana Jones and the Temple of Doom. Kano foi excluído junto com Sonya de Mortal Kombat II por uma inspeção que demonstrou que os dois eram os personagens menos usados, mas os protestos dos fãs do personagem acabaram por trazê-lo de volta no terceiro.
Originalmente Kano foi concebido como nipo-americano, com Tobias tendo cogitado fazê-lo membro da Yakuza antes de criar a organização criminosa que ele lidera, Dragão Negro. Porém depois do filme de Mortal Kombat, onde Kano foi interpretado por Trevor Goddard, que usava sotaque australiano, sua caracterização foi trocada para ele ser nativo da Austrália.

## Biografia
Kano é líder da organização criminosa Dragão Negro, sendo procurado em diversos países. No jogo Mortal Kombat: Special Forces, é revelado que durante sua busca por um artefato místico, o Olho de Chitian, o Major das Forças Especiais Jax Briggs causou a ferida ao olho de Kano que o fez instalar a placa metálica com um olho robótico.
Kano fez sua primeira participação em Mortal Kombat, onde foi convidado para o torneio por Shang Tsung e compareceu simplesmente para tentar roubar a ilha deste, o que também trouxe para o local e o campeonato a tenente Sonya Blade, uma parceira de Jax que perseguia Kano. Após a derrota de Tsung, ele e Sonya são capturados novamente e levados para a Exoterra, onde se tornam prisioneiros de Shao Kahn durante os acontecimentos de Mortal Kombat II. Quando Jax surge para libertá-la, ele também prende Kano, que apesar disso escapa quando o trio retorna para a Terra. Kano então convence Kahn a poupar sua vida durante a invasão deste à Terra, com o imperador da Exoterra acreditando que a agressividade e brutalidade de Kano o credenciavam a liderar seus exércitos.

## Filme
Kano foi interpretado no cinema pelo ator britânico Trevor Goddard em Mortal Kombat: O Filme, onde ele é contratado por Shang Tsung para atrair para seu torneio Sonya, que buscava Kano desde que este causou a morte de seu parceiro. Quando escalado para combater Sonya, acaba traído por Tsung quando após sua derrota, Sonya recebe permissão para finalizar Kano, que então tem seu pescoço quebrado.
O personagem aparece em dois episódios da animação Mortal Kombat: Defenders of the Realm, com a voz de Michael Des Barres.
O ator e lutador britânico Darren Shahlavi interpretou Kano na websérie Mortal Kombat: Legacy, onde ele e o Dragão Negro estão traficando peças robóticas quando ele descobre Sonya infiltrando o armazém da gangue e a faz refém. Quando uma equipe da SWAT liderada por Jax e Stryker surgem, Kano perde o olho combatendo Jax, o que o leva a ter o olho cibernético instalado.
O ator britânico Robin Atkin Downes dubla Kano no filme animado Mortal Kombat Legends: Scorpion's Revenge.
O ator australiano Josh Lawson interpreta Kano no novo filme de Mortal Kombat, lançado em 2021. Nele Kano não perde o olho direito, mas descobre um poder para soltar raios do mesmo.
Na animação da Disney Wreck-It Ralph, Kano aparece na congregação de vilões com a voz de Brian Kesinger, chegando a praticar sua famosa Finalização ao arrancar o coração de um zumbi de The House of the Dead.